# 卡魯姆·布魯
卡魯姆·布魯（Callum Blue，1977年8月19日—）是英國的一位演員。他最著名的作品包括電視劇都鐸王朝、應召女郎的秘密日記等作品。